# Джордж Фрідріхс
Джордж Фрідріхс (англ. George Friedrichs, 15 лютого 1940 — 20 березня 1991) — американський яхтсмен.
Олімпійський чемпіон 1968 року в класі Дракон.